# Franz Gabl
Franz Gabl (n. 29 decembrie 1921, St. Anton am Arlberg, Tirol, Austria – d. 23 ianuarie 2014, Bellingham, Washington, SUA) a fost un schior alpin austriac, medaliat olimpic. A participat la o ediție a Jocurilor Olimpice (1948) în care a câștigat o medalie de argint.

## Participări
Lista de mai jos prezintă principalele competiții la care a participat Franz Gabl de-a lungul carierei.
- alpine skiing at the 1948 Winter Olympics – men's downhill[*]